# Tiruvanaikkaval
Tiruvanaikkaval (Tamil: திருவானைக்காவல் Tiruvāṉaikkāval [ˈtirɯˌʋaːnɛi̯ˌkːaːʋəl]), auch Tiruvanaikka (Tamil: திருவானைக்கா Tiruvāṉaikkā [ˈtirɯˌʋaːnɛi̯kːaː]) oder Tiruvanaikkovil (Tamil: திருவானைக்கோவில் Tiruvāṉaikkōvil [ˈtirɯˌʋaːnɛi̯ˌkːoːʋil]), ist eine Tempelstadt im südindischen Bundesstaat Tamil Nadu. Sie liegt auf der Srirangam-Insel, einer Flussinsel zwischen dem Kaveri-Fluss und seinem Seitenarm Kollidam. Verwaltungsmäßig gehört Tiruvanaikkaval zur Stadt Tiruchirappalli, deren Stadtzentrum auf der gegenüberliegenden Seite des Kaveri-Flusses liegt. Tiruvanaikkaval beherbergt ein bedeutendes shivaitisches Heiligtum, den Jambukeshwara-Tempel. In unmittelbarer Nachbarschaft zu Tiruvanaikkaval liegt Srirangam, seinerseits ein wichtiges vishnuitisches Heiligtum.

## Jambukeshwara-Tempel

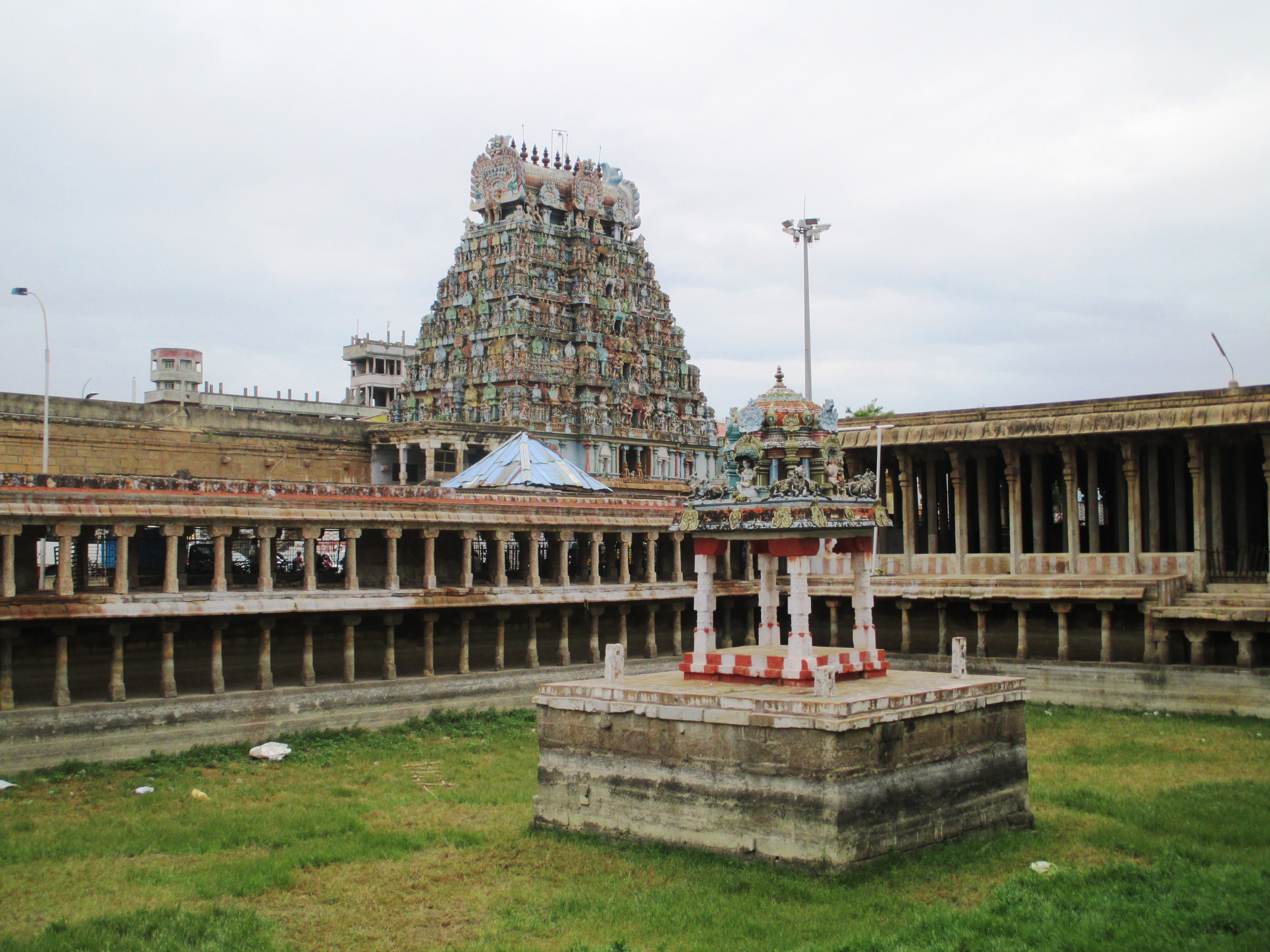
Der Jambukeshwara-Tempel in Tiruvanaikkaval

Der Tempel von Tiruvanaikkaval ist dem Hindu-Gott Shiva in seiner lokalen Gestalt als Jambukeshwara, dem „Herrn des Jambu-Baumes“, geweiht. Der Jambukeshwara-Tempel umfasst einen weitläufigen Tempelkomplex mit einer Fläche von knapp sieben Hektar, der durch fünf konzentrische Mauerringe (prakara) gegliedert ist. Im Hauptschrein des Jambukeshwara-Tempels befindet sich ein Linga, das durch das Vorhandensein einer Quelle stetig von Wasser umflossen wird. Damit gehört der Jambukeshwara-Tempel zu den „Fünf-Elemente-Tempeln“ (Pancha Bhuta Sthalam), in denen sich Shiva in Form der fünf Elemente Erde, Wasser, Feuer, Wind und Äther manifestieren soll. Unweit des Hauptschreins befindet sich ein heiliger Baum, der namensgebende Jambu-Baum (Syzygium cumini). Shivas Gattin Parvati wird in Tiruvanaikkaval unter dem Namen Akhilandeshwari („Herrin des Universums“) verehrt.
Tiruvanaikkaval wurde bereits im 7./8. Jahrhundert in den Tevaram-Hymnen der Dichterheiligen Sambandar, Appar und Sundarar besungen. Der Jambukeshwara-Tempel gehört daher zu den heiligen Orten des tamilischen Shivaismus (Padal Petra Sthalam).